# Raymond Gigot
Pour les articles homonymes, voir Gigot (homonymie).
Raymond Gigot, né le 11 mai 1885 à Perpignan et mort pour la France le 25 septembre 1915, est un footballeur français actif dans les années 1900 et évoluant au poste d'ailier gauche.

## Carrière
Raymond Gigot joue en club pour le Club français lors de la saison 1904 à 1905. Il porte aussi le maillot des clubs du United Sport Club et du Stade français.
Il est aussi appelé en équipe de France de football. Il dispute notamment la rencontre du 7 mai 1905 France-Belgique devant 300 spectateurs. Deux autres coéquipiers de club de Raymond Gigot, Fernand Canelle et Georges Garnier, jouent également cette rencontre.  Il sera retenu comme réserviste pour les Jeux olympiques de Londres de 1908 quelques jours après avoir été libéré du service militaire qu’il effectuait au 24e régiment d'infanterie  stationné à Bernay.
Sergent du 24e régiment d'infanterie lors de la Première Guerre mondiale, il meurt au combat à Neuville-Saint-Vaast dans le bois de la folie lors de l’assaut du 25 septembre 1915. Les promotions 2024 des jeunes engagés du 24eme RI basé à Vincennes portent son nom. 
Raymond Gigot est l'arrière grand-père de Pascal Gigot, homme de radio et de télévision.